# Meioneta ferosa
Meioneta ferosa är en spindelart som först beskrevs av Chamberlin och Ivie 1943.  Meioneta ferosa ingår i släktet Meioneta och familjen täckvävarspindlar. Inga underarter finns listade i Catalogue of Life.